# Sacha Lotrian
Sacha Lotrian (Francia, 13 de agosto de 2000) es un jugador profesional francés de rugby que se desempeña en la posición de pilar derecho en Union Sportive Arlequins Perpignanais, equipo perteneciente a la liga Top 14.

## Carrera
Lotrian es un jugador de formación francesa (JIFF). Comenzó su carrera deportiva con el equipo US Millas, en el cual jugó dos temporadas (2007-2009), después pasó a Union Sportive Arlequins Perpignanais, donde lleva jugando quince temporadas.